# It’s a Small World (Themenfahrt)

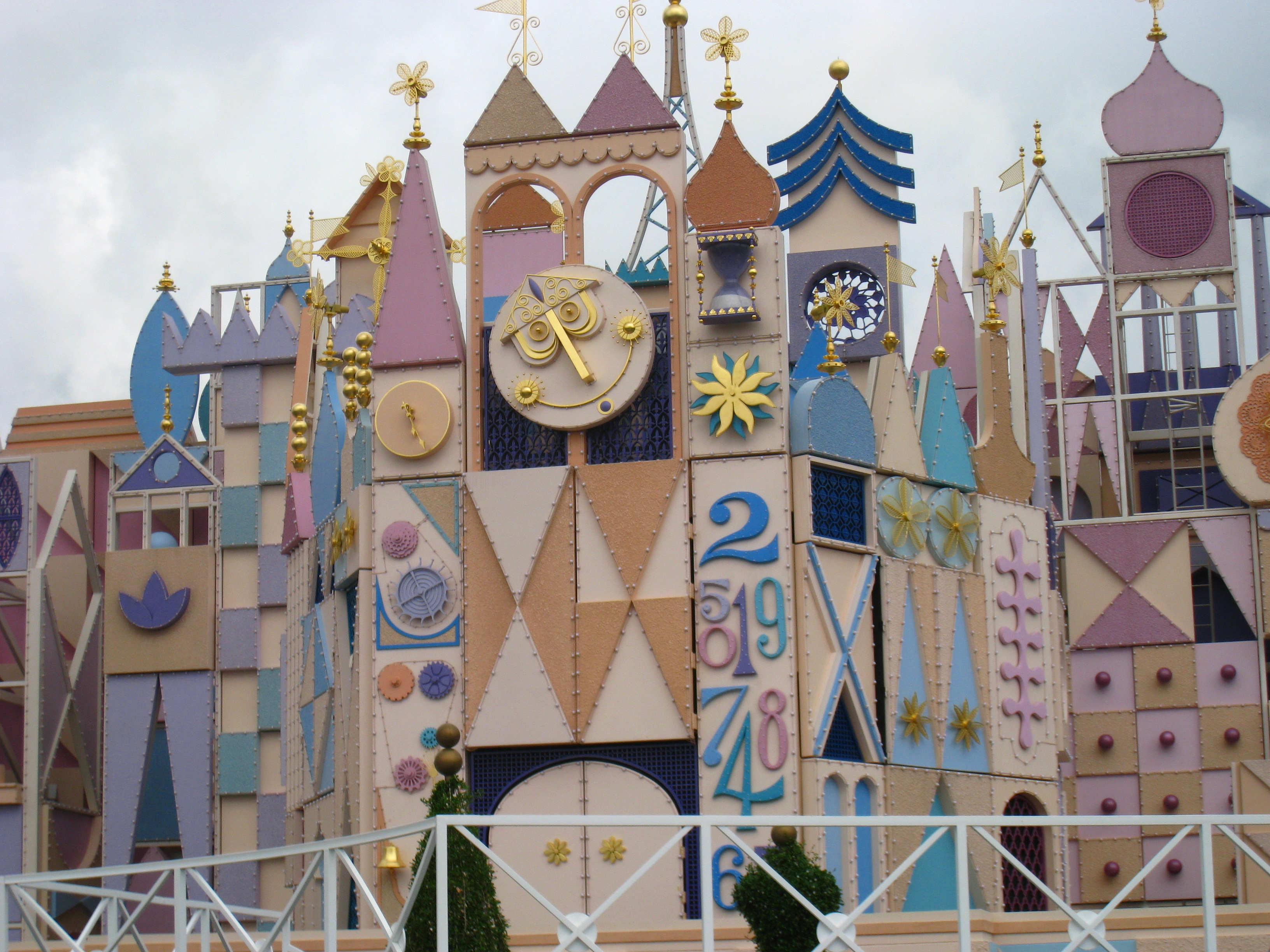
Außenansicht von It’s a Small World in Hong Kong Disneyland

It’s a Small World ist eine Themenfahrt in Disneyland (Kalifornien), dem Magic Kingdom in Walt Disney World (Florida), Tokyo Disneyland, Hong Kong Disneyland und Disneyland Park im Disneyland Resort Paris. Besucher der Attraktion nehmen in kleinen Booten Platz, die sie an comicartigen Präsentationen der verschiedenen Erdteile vorbeiführen. Bevölkert werden diese Szenerien von fast 300 audio-animatronischen Kinderpuppen, die das gleichnamige Titellied „It’s a small world“ von Freundschaft und gegenseitigem Verständnis anstimmen.

## Geschichte

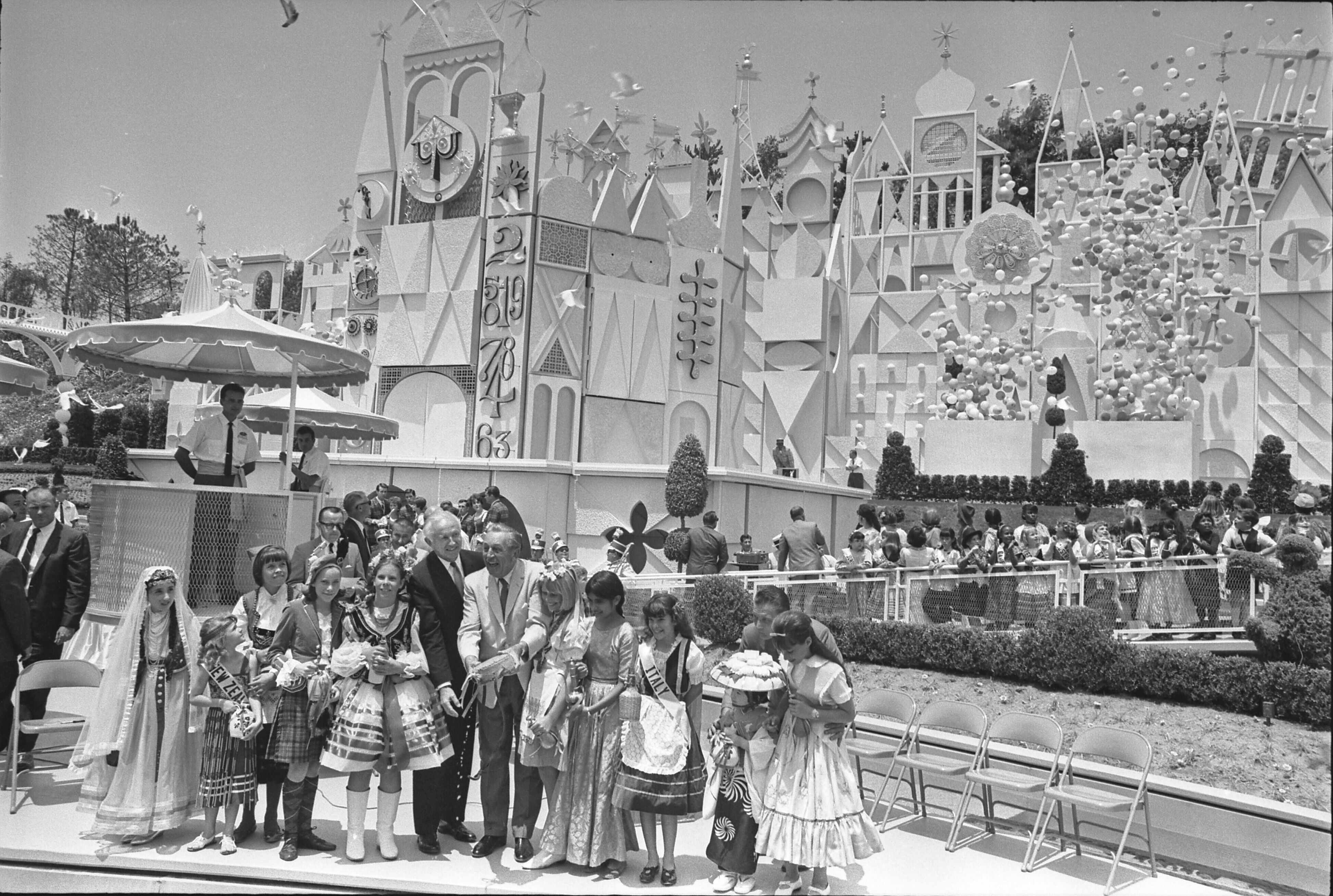
Walt Disney und Louis B. Lundborg bei der Eröffnung in Kalifornien (1966)

Ihren Ursprung hatte die Attraktion auf der New Yorker Weltausstellung 1964, für die Walt Disney und seine Imagineers „it’s a small world“ als von Pepsi-Cola gesponserten UNICEF-Pavillon kreierten. Das Design der Attraktion geht maßgeblich auf die Künstlerin Mary Blair zurück, die in den 1940er- und 1950er-Jahren bei der Produktion verschiedener Disney-Zeichentrickfilme beteiligt war. Vor allem ihre Arbeit an drei Caballeros soll als Inspiration für die Gestaltung von „It’s a small world“ gedient haben.
Nach Beendigung der Weltausstellung brachte man die Attraktion ins kalifornische Disneyland, wo sie am 28. Mai 1966 wiedereröffnet wurde. „It’s a small world“ erwies sich als so populär, dass weitere Versionen dieser Bootsfahrt im Walt Disney World (1971), Tokyo Disneylands (1983), Disneyland Paris (1992) und Hong Kong Disneyland (2008) gebaut wurden.

## Umsetzung und Varianten
Eines der wichtigsten Elemente der Attraktion sollte allerdings ihre sehr eingängige Musik werden: hatte sich die anfängliche Idee, im Verlauf der Bootsfahrt die unterschiedlichen Nationalhymnen der dargestellten Länder zu spielen, als nicht durchführbar erwiesen, gab Disney ein Lied in Auftrag, das durchgängig gespielt werden konnte. Die von den Brüdern Robert und Richard Sherman komponierte Musik war leicht zu variieren und ihr Text einfach zu übersetzen, so dass im Laufe der Attraktion das Lied in mehreren Sprachen gesungen werden konnte. Heute gilt „It’s a small world“ als eines der meistgespielten wie auch meistparodierten Lieder der Welt – so etwa in der Folge „Selma will ein Baby“ der Simpsons aber auch in Disneys eigenem Der König der Löwen.
Seit 1999 wird im kalifornischen Disneyland „It’s a small world“ jedes Jahr zur Weihnachtszeit zu „It’s a small world holiday“ umgestaltet: die Puppen tragen festlichere Kostüme und die Szenen der Attraktionen werden mit dekorativen Anspielungen auf die verschiedenen Festtage unterschiedlicher Kulturen versehen. Unter das altbekannte Titellied mischen sich dabei Weihnachtslieder wie „Jingle Bells“ oder „Deck the Halls“. Mittlerweile ist „It’s a small world holiday“ auch in Tokyo Disneyland zum festen Bestandteil der dortigen Weihnachtssaison geworden.
Auch für Themenfahrten anderer Betreiber diente „It’s a small world“ als Vorbild. So bauten zum Beispiel Efteling mit „Carnival Festival“ oder der Parque de Atracciones Madrid mit „Fantasia“ sehr ähnlich thematisierte Fahrgeschäfte.
2014 coverte die Popsängerin Tiffany Alvord die eingängige Melodie und machte eine zeitgemäße Version aus dem Lied.